# 서울특별시교육청교육연구정보원
서울특별시교육청교육연구정보원(特別市敎育硏究情報院, SEOUL EDUCATION RESEARCH & INFORMATION INSTITUTE)은 학교 교육 및 정보화 지원을 하기 위한 목적으로 만들어진 서울특별시교육청 산하기관이다.

## 운영목표

### 교육비전
모두가 행복한 혁신미래 교육

### 정책방향
- 혁신미래교육을 위한 정책개발 및 연구기능 강화
- 질문이 있는 교실수업 혁신과 교원 전문성 향상지원
- 학교 교육과정 및 진로교육, 대학 진학정보 지원
- 교육정보화에 기반한 교수학습 활동 지원

### 중점과제
- 서울교육 정책의 연구와 개발
- 학교의 자발적 변화와 혁신을 지원하는 학교평가
- 표준화된 대학 진학지도 정보 제공
- 학습활동을 위한 사이버교육 지원

## 조직
- 원장
- 교육정책연구소

| - 총무부 - 행정지원과 - 재정지원과 - 운영지원과 | - 기획평가부 | - 교육과정진로진학부 | - 교수학습정보부 | - 교육정보화부 - 정보지원과 - 정보보호과 - 나이스운영과 - 인프라운영과 |